# Денисенков Яків Іванович
Денисенков Яків Іванович — український архітектор, представник класицизму.

## Місце проживання
У 1830—1837 рр. працював у Харкові.

## Творчість
Створив споруди: житловий будинок по вулиці кооперативній № 32 (1833), церква Різдва Богородиці в селі Олексіївці (тепер у межах міста; 1833—1839, не збереглася). За проектами Денисенкова Яківа збудовано дзвіницю Преображенського собору в Ізюмі Харківської області (1831, не збереглася), Іллінська церква в Сумах (1836—1851).